# Jean Améry

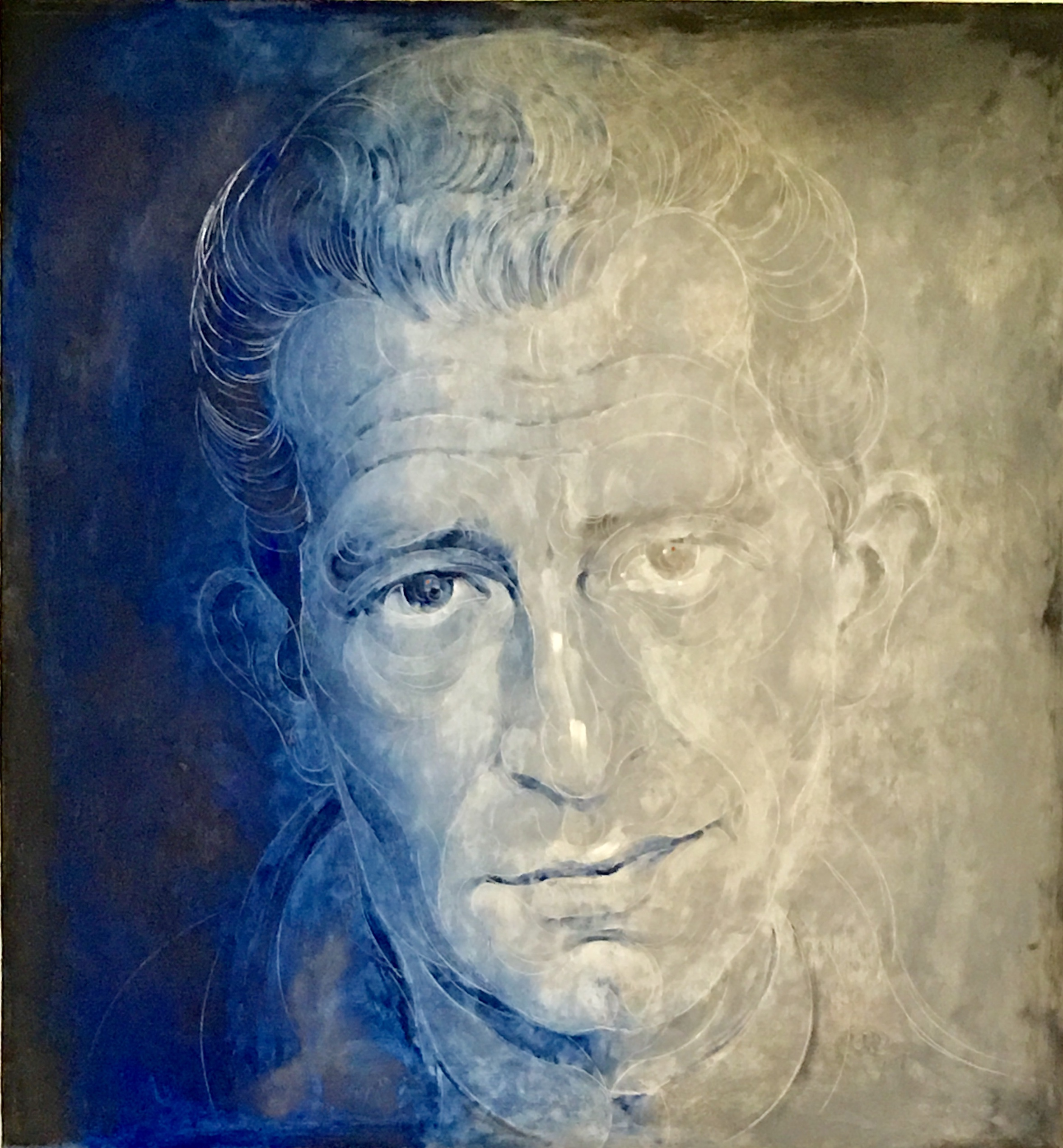
Jean Améry

Jean Améry, schuilnaam van Hans Mayer (Wenen, 31 oktober 1912 – aldaar, 17 oktober 1978) was een Oostenrijks schrijver van Joodse afkomst, auteur van het boek Jenseits von Schuld und Sühne - Bewältigungsversuche eines Überwältigten, dat in het Nederlands werd vertaald als Schuld en boete voorbij: verwerking van een onverwerkt verleden, een van de belangrijkste teksten over de vernietigingskampen van de nazi's.

## Levensloop

### Jeugd en studie
Mayer groeide op in Hohenems, provincie Vorarlberg, in een geassimileerd, gemengd joods-katholiek gezin. Zijn vader was echter geen praktiserende jood. Toen zijn vader in 1916 sneuvelde in de Eerste Wereldoorlog, kreeg Hans Mayer een rooms-katholieke opvoeding van zijn moeder in Bad Ischl. Zij verhuisden samen naar Wenen, waar Mayer zich inschreef aan de universiteit om literatuur en filosofie te studeren. Maar vanwege zijn penibele economische omstandigheden kon hij vaak de colleges niet op regelmatige wijze bijwonen. Hij kluste bij als barpianist, loopjongen, kruier en hulpje in een boekenwinkel.

### Opkomst van het nationaalsocialisme
Toen de nazi's in 1933 in Duitsland aan de macht kwamen, begon Mayer geschriften over antisemitisme en de ideologie van het nationaalsocialisme te bestuderen. Dit maakte zijn Joodse identiteit voor hem ingewikkelder. Hij schreef: “Ik wilde in elk geval een antinazi zijn, maar ik moet toegeven dat ik nog niet klaar was om mijn Joodse lot op te nemen. Ik was een Oostenrijker, opgevoed als een christen, en toch was ik er geen.” Voor de eerste maal zag hij zichzelf als een buitenstaander in de cultuur waarin hij leefde.
De afkondiging in 1935 van de Neurenberger rassenwetten op grond waarvan hij als “Jood“ gold, was het doorslaggevende element en gaf hem een ware schok. Het deed hem beseffen dat de nazi's in feite een doodvonnis voor de als Joden aangemerkte personen hadden uitgevaardigd waarbij alleen de executiedatum nog niet ingevuld was. Hij leerde de tekst van deze wetten uit het hoofd. Hij besefte dat hij door deze wetten in feite uit zijn eigen gemeenschap gestoten werd. Hij zag de tekenen aan de wand en vluchtte in de filosofie van het logisch-positivisme en kritisch rationalisme van de Wiener Kreis. Hij schreef hierover een jeugdroman, Die Schiffbrüchigen. Schrijvers van uiteenlopende nationaliteiten van wie hij in diverse talen werken las, zoals Sartre, Beckett en Proust zou hij later zijn “geestelijke landgenoten“ (“geistige Landsleute“) noemen.
Met het door de nazi´s gevelde vonnis voor ogen schreef hij een essay, een zoektocht naar “De noodzakelijkheid en de onmogelijkheid een Jood te zijn.” Hij kon zich niet vinden in het gedachtegoed van het orthodox judaïsme. Integendeel, hij voelde zich eerder aangetrokken tot het christendom, omdat dit hem het gevoel gaf deel te hebben aan de gemeenschap waarin hij opgegroeid was. Toch had hij het essentialistische gevoel dat zijn intellectuele en spirituele ingesteldheid in wezen Joods waren. Deze tweestrijd zou de rest van zijn leven beïnvloeden. Van 1943 tot zijn dood in 1978 zou zijn belangrijkste Joodse identiteit niet meer zijn dan het op zijn arm getatoeëerde registratienummer uit het concentratiekamp.

### Tijdens de Tweede Wereldoorlog
Na de Anschluss van Oostenrijk in 1938 vluchtte hij in december eerst naar Frankrijk, samen met zijn Joodse vrouw, met wie hij, tegen de wil van zijn moeder, gehuwd was. Vervolgens vluchtte hij verder naar Antwerpen, België. Toen de Duitsers in mei 1940 België binnenvielen, werd hij door België gerepatrieerd naar Frankrijk als een “Duitse vreemdeling”. Hij werd geïnterneerd in Zuid-Frankrijk, maar kon in juli 1941 ontsnappen uit het kamp Gurs. Hij keerde terug naar zijn vrouw in Brussel en sloot zich aan bij het Österreichische Freiheitsfront, een communistische verzetsbeweging, bestaande uit Oostenrijkse en ook enkele Duitse emigranten. Hij schreef later dat hij dat deed omdat hij niet gearresteerd wilde worden als Jood, maar als lid van het verzet.
Hij werd ten slotte op 23 juli 1943 gevat door de Gestapo onder zijn verzetsnaam Roger Lippens, wegens het verspreiden van antinazistische propaganda. Hij werd als communistisch verzetsstrijder opgesloten in het Fort van Breendonk. Hij zat er drie maanden in een isolatiecel. Toen zijn ondervraging door de Gestapo uiteindelijk niets opleverde, werd hij door SS-Untersturmführer Arthur Prauss naar de folterkamer gebracht. Hier werd hij dan verschillende dagen zwaar gefolterd. Een vleeshaak werd aangebracht tussen de boeien die, achter zijn rug, zijn handen vastklonken. Daarna werd hij met een katrol omhoog gehesen tot een meter boven de grond. Zijn schouders schoten uit hun kom en werden totaal ontwricht. Ondertussen werd hij afgeranseld met de bullenpees. Af en toe liet men hem neervallen op grote driehoekige houten wiggen tot hij uiteindelijk bezwijmde. Die foltering heeft hem kleingekregen. Maar hij kon de Gestapo niets nuttigs vertellen, gewoonweg omdat hij niets wist behalve aliassen. Toen de Gestapo vernam dat hij een Jood was en geen politieke gevangene, werd hij op 15 januari 1944 naar Auschwitz gestuurd.
Die foltering zal hem zijn hele leven blijven achtervolgen. Hij schrijft: “Wie gefolterd wordt, blijft gefolterd. Tweeëntwintig jaar later bengel ik nog steeds aan mijn ontwrichte armen boven de vloer. Ik snak naar adem en beschuldig mezelf.”
Hij kwam terecht in het werkkamp Buna-Monowitz van Auschwitz III. Hij kende geen vak en noemde zichzelf bij de registratie "filosofiestudent". Dat was in feite een doodvonnis, want men had vakmannen nodig. In het kamp diende cultuur tot niets en was die in feite een zware handicap. De gedetineerde die dit moest noteren, schreef echter "stukadoor" in het register. Dat werd, zonder dat hij het wist, zijn redding. Hij werd aangesteld als werkman en moest zware handenarbeid verrichten in de IG Farben-fabriek. Toch slaagde hij erin dit te overleven.
Toen het Russische leger midden januari 1945 oprukte in de richting van Auschwitz, werd hij overgebracht naar Gleiwitz-II, daarna naar Mittelbau-Dora en vervolgens naar Bergen-Belsen. Hier werd hij in april 1945 bevrijd door Britse militairen.
Hij keerde naar Brussel terug, waar hij vernam dat zijn vrouw in augustus 1944 aan een hartkwaal overleden was.
De ervaringen in de kampen hadden hem zo getekend dat hij zich niet meer kon vinden in het cultureel gedachtegoed van zijn tijd.

### Na de oorlog
Hij hertrouwde in april 1955 en veranderde zijn naam in Jean Améry. Hierdoor zette hij zich af tegen zijn Duitse cultuur en omarmde hij de Franse cultuur. Hij werd in zekere mate een volgeling van de Franse filosoof Jean Paul Sartre. Twee decennia lang zou hij weigeren naar Duitsland te reizen. Nochtans bleef hij schrijven in het Duits. Hij werd correspondent voor een Duitstalige Zwitserse krant.
Pas in 1964 kon de Duitse dichter Helmut Heissenbüttel hem overhalen tot een spreekbeurt over Auschwitz op de Duitse radio. Deze spreekbeurt werd in 1966 het openingsessay van zijn boek Jenseits von Schuld und Sühne (vertaald als Schuld en boete voorbij), een klassieker uit de naoorlogse kampliteratuur.
Hij had voordien al vijf boeken gepubliceerd: Karrieren und Köpfe (1955), Teenager-Stars (1960), Im Banne des Jazz(1961), Geburt der Gegenwart (1961), en een studie van Gerhart Hauptmann, Gerhart Hauptmann. Der ewige Deutsche (1963).
Voortaan legde hij zich toe op het literair-essayistische genre en schreef hij filosofisch waardevolle en literair hoogstaande boeken met sterk autobiografische inslag, zoals Über das Altern. Revolte und Resignation (1968) en Unmeisterliche Wanderjahre (1971). Maar hij schreef niets meer over de vernietigingskampen, wel nog twee romans: Lefeu oder der Abbruch (1974) en Charles Bovary, Landarzt. Portrait eines einfachen Mannes (1978)
Angst en wrok bleven hem zijn hele leven achtervolgen. Een deel hiervan kwam voort uit het feit dat de folteringen hem hebben kleingekregen.
Hij schreef een boek over zelfmoord, Hand an sich Legen. Diskurs über den Freitod (Klett, Stuttgart 1976) "Wie eruit stapt, is niet noodzakelijk aan waanzin ten prooi, is niet eens in alle gevallen 'gestoord' of 'verstoord'. De neiging zich vrijwillig te doen sterven is geen ziekte waarvan men zoals van de mazelen genezen moet worden ... De zelfgekozen dood is een privilege van de mens(elijkheid)."
Deze filosofische beschouwingen en zijn angst voor het ouder worden, zijn gezondheid die achteruitging en zijn groeiende desillusie over de Franse filosofie en de politiek van Nieuw Links in Duitsland moeten te veel voor hem zijn geweest. Hij sprak zijn diepe twijfel uit over alles wat hij ooit had gedacht en geschreven: Revision in Permanenz. Selbstanzeige im Zweifel (1977). Beetje bij beetje gaf hij de moed op. Zijn machteloze toorn, treurnis en berusting blijken nog een laatste keer in zijn laatste roman In den Wind gesprochen (1978).

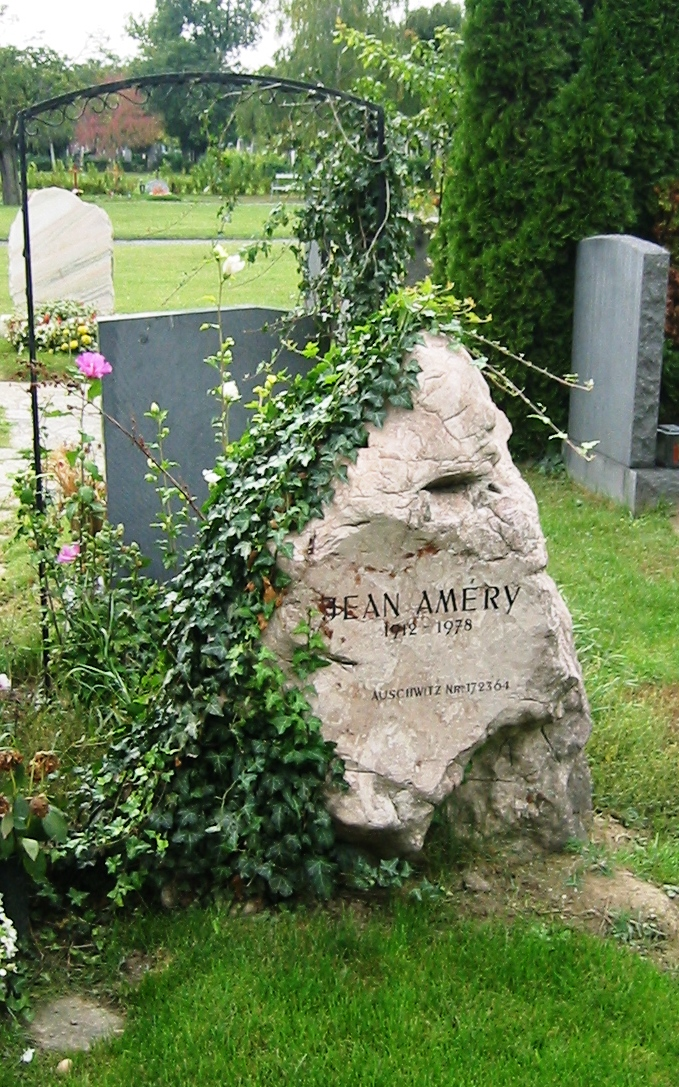
Graf op het Zentralfriedhof van Wenen

In 1978 pleegde hij zelfmoord met een overdosis slaappillen. Hij werd begraven op het Zentralfriedhof van Wenen.